# Publio Cornelio Escipión (flamen Dialis)
Publio Cornelio Escipión († c. 170 a. C.), flamen Dialis, fue un sacerdote de la República Romana conocido únicamente por una inscripción funeraria procedente de la Tumba de los Escipiones. Sobre su identificación dentro de la familia de los Escipiones existen serias dudas, pues en el elogio a él dedicado solo se da cuenta de su sacerdocio y su prematura muerte.

## El problema del Escipión deILLRP311
Aunque suele admitirse que la inscripción hubo de estar dedicada al hijo mayor de Publio Cornelio Escipión Africano, lo cierto es que no está claro, y que esta identificación se basa realmente en la ausencia de noticias certeras de otros Escipiones de igual nombre en la época.
De tratarse de Publio Cornelio Escipión, hijo mayor del Africano —a quien Cicerón tiende a retratar como de mala salud—, nos restaría alguna fecha sobre su vida: en el año 180 fue augur, en el 168 adoptó a Publio Escipión Emiliano Africano el Menor y al año siguiente hubo de seguir vivo, ya que no se recoge su muerte en los libros conservados de Livio. 
Existen otras posibilidades de identificación de este Escipión, como considerar se trataría de un hijo de Publio Cornelio Escipión el augur (por lo tanto, nieto de Escipión el Africano), o pensar en un descendiente de Escipión Asina, quien fuera cónsul en el 221.

## Sobre su epitafio:ILLRP311

### Descripción material[10]

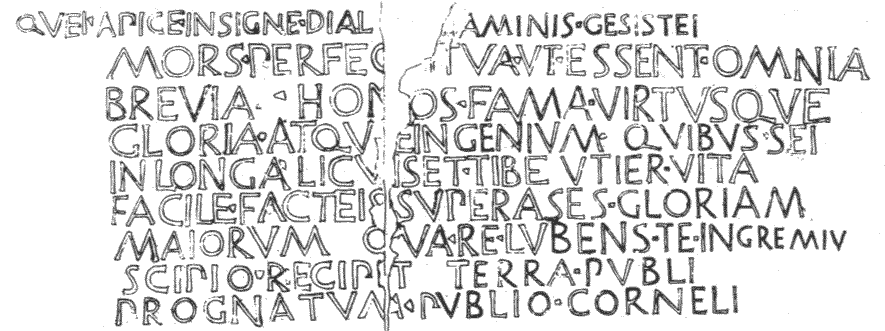
Reproducción de la inscripción ILLRP 311

Hallada en 1780 en la tumba de los Escipiones, actualmente se encuentra en los Museos Vaticanos, en el Museo Pío Clementino. Está compuesta por dos losas de peperino (lapis Gabinus o Albanus). El epitafio consta de siete saturnios a lo largo de nueve líneas. Por otro lado, normalmente la inscripción se data en torno al 170 a. C., con base en criterios epigráficos y lingüísticos.

### Texto deILLRP311 =CILI210 =CLE8 =CSE4
Quei apice insigne Dial[is fl]aminis gesistei, 
mors perfec[it] tua ut essent omnia
breuia, (uac.) honos fama uirtusque,
gloria atque ingenium. (uac.) quibus sei
in longa licuiset tibe utier uita,
facile facteis superases gloriam
maiorum. (uac.) qua re lubens te in gremiu,
Scipio, recipit (uac.) terra, Publi,
prognatum Publio, Corneli.

### Transliteración al latín clásico[15]
Qui apicem insigne Dialis flaminis gessisti,
mors perfecit tua ut essent omnia
breuia, honos fama uirtusque,
gloria atque ingenium. quibus si
in longa licuisset tibi uti uita,
facile factis superasses gloriam
maiorum. qua re libens te in gremium,
Scipio, recipit terra, Publi,
prognatum Publio, Corneli.

### Traducción del epitafio
(Tú), que llevaste el casquete, insignia del flamen dial, todo lo tuyo dispuso la muerte que fuera breve: el honor, la fama y el valor, la gloria y el ingenio. Si de tales cosas te hubiera sido lícito disfrutar en una larga vida, fácilmente habrías superado con tus gestas la gloria de tus antepasados. Por lo cual de buen grado te acoge en su regazo la tierra, Escipión Publio Cornelio, descendiente de Publio. 

## Ortografía y fonética

### Cuestiones ortográficas
- Las consonantes geminadas aparecen grafiadas de manera inconsistente: así, essent (l.2) o terra (l.8) frente a gesistei (l.1), superases (l.6), o licuiset (l.4).
- Hay dos vocablos en acusativo cuya -m no se nota (apice l.1; gremiu l.7), mientras que gloriam (l.6) sí presenta la -m. Esta -m hubo de debilitarse en la pronunciación desde muy pronto, y su reintroducción, posterior, fue prácticamente una convención ortográfica.[17]

### Cuestiones fonéticas
Se aprecia fácilmente que ILLRP 311 difiere en algunas palabras, a nivel fonético, de lo que esperaríamos en latín «estándar», esto es, clásico. 
- Destaca la notación < ei > para el diptongo ei̯, que, mediante el paso intermedio de [eː], resultará en latín clásico en ī. Su etimología varía: así, quei (l.1) deriva de IE *oi̯; sei (l.6) procede de IE *ei̯; gesistei (l.1) tiene su origen en la desinencia protoitálica de perfecto *-ai,[18] y facteis (l.6) ha de remontarse a la desinencia de instrumental IE *-ōis.
- En tibe (lat. clás. tĭbī o tĭbĭ < *tŭ-bhei), encontramos la grafía < e > para representar probablemente el paso intermedio entre el lat. arc. ei y lat. clás. ī, esto es, [eː].
- En lubens se encuentra una [u] que, posiblemente por la influencia de la labial siguiente, en lat. clás. se grafiará < i >.

Hallamos en ILLRP 311, por otro lado, notaciones que indican cambios fonéticos ya completados en el momento de grabación de la inscripción. De manera resumida:
- En primer lugar, son varias las formas que presentan el resultado regular de la apofonía: apice(m), flaminis (l.1) y recipit (l.8), amén de tibe (l.5) (< IE *tŭ-bhei), cuya ŭ hubo de sufrir apofonía debido al carácter enclítico del vocablo.
- Se aprecia el resultado del cierre de -ŏC(C) en -ŭC(C), que habría ocurrido hacia el s. III a. C., en ingenium, quibus (l.4), maiorum, gremiu(m) (l.7), prognatum (l.9).
- El rotacismo se había completado en torno al s. IV a. C.: así maiorum (l.7) proviene de *mag-ios-om, pero la -s- intervocálica sonorizó para tornarse finalmente vibrante.
- Se registra la pérdida de -d en el grupo -V̄d, grafiada en muchas inscripciones arcaicas, del ablativo singular (longā y uitā, l.5; quā rē, l.6; Publiō, l.9) o en el acusativo de los pronombres personales (tē, l.7).

## Comentario morfológico deILLRP311
- Se observa una forma arcaica en -ier en el infinitivo de presente mediopasivo utier (l.5; lat. clás. utī), de origen desconocido.[19]
- Además, encontramos la forma superasses (l.6), pluscuamperfecto de subjuntivo contracto frente a lat. clás. superauisses.

## Alguna conclusión
En la época de la grabación de ILLRP 311 comienzan, sin estar completamente asentados, los hábitos epigráficos de notar las geminadas y la -m final del acusativo, que no se realizaba fonéticamente. El diptongo ei̯ se grafía < ei > en la mayoría de los ejemplos, pero 
< e > en tibe, lo cual podría indicar que para entonces ya había monoptongado en [eː], y que su mantenimiento en los demás casos sería un arcaísmo gráfico. Además, la raíz lub- aún se notaba mediante < u >, no < i >, como ocurre en latín clásico.